# 가면라이더 포제
《가면라이더 포제》(일본어: 仮面ライダーフォーゼ 카멘라이다 훠제[*])는 일본 토에이의 특촬물 가면라이더 시리즈의 13번째 작품으로, 2011년 9월 4일부터 2012년 8월 26일까지 《가면라이더 OOO》의 후속으로 TV 아사히에서 방영되었다. 《가면라이더 포제》는 가면라이더 시리즈의 40주년 기념작이기도 하지만, 유리 가가린이 1961년 인류 최초로 우주비행에 성공한지 50주년이 된 것을 기념하는 작품이기도 하다. 프리미어 쇼에서 공개된 캐치프레이즈는 "청춘의 스위치를 키고서, 우주에 왔다!" (일본어: 青春スイッチオンで宇宙キター！ 세이슌 스잇치 온데 우추 키타-![*])이다. 《극장판 가면라이더 OOO WONDERFUL: 장군과 21개의 코어 메달》에 첫 등장하였다.《천원돌파 그렌라간》의 메인 각본과 《가면라이더 W》 33화 ~ 34화의 각본을 맡았던 나카시마 가즈키가 메인 각본을 맡았으며, 역대 《슈퍼전대 시리즈》의 감독을 역임했던 사카모토 고이치가 메인 감독을 맡았다. 한국에서는 2014년 1월부터 챔프, 애니원, 애니박스에서 방영되었다.

## 가면라이더 부/남녀주인공 부
- 키사라기 겐타로/가면라이더 포제 (한국명:독고달호): 배우 - 후쿠시 소타 (한국성우: 박성태)

- 우타호시 켄고 (한국명:성현오): 배우 - 타카하시 류키(한국성우: 심규혁)

- 죠지마 유우키 (한국명:하은기): 배우 - 시미즈 후미카 (한국성우 :이재현)

- 사쿠타 류세이/가면라이더 메테오 (한국명:진유성) :배우 - 요시자와 료 (한국성우: 남도형)

- 다이몬지 슌 (한국명:손건우): 배우 - 토미모리 저스틴 (한국성우: 이현)

- 카자시로 미우 (한국명:백여진): 배우 - 사카타 리카코 (한국성우: 김도영)

- 제이크 (한국명:강진구) :배우 - 츠치야 시온 (한국성우: 김혜성)

- 노자마 토모코 (한국명:노유정): 배우 - 시호 (한국성우: 박고운)

- 오오스기 츄타 (한국명:오맹달 선생님) :배우 - 타나카 타쿠시 (한국성우: 신경선 )

- 쿠로키 란(한국명:선우란): 배우 - 호노카 린 (한국성우: 윤아영)

- 쿠사오 하루 (한국명:구하루): 배우 - 아라키 지겐 (한국성우: 최승훈 )

## 조디아츠/악남&악녀
가모우 미츠아키/사지타리우스 조디아츠(한국명:문광명) 배우 - 츠루미 신고 (한국성우: 김태훈)
소노다 사리나/스콜피온 조디아츠(한국명:전소리) 배우 - 코난 유카 (한국성우: 문유정)
하야미 코우헤이/리브라 조디아츠(한국명:공평진) 배우 - 아마노 코우세이 (한국성우: 최재호)
바르고 조디아츠 (한국명:천여욱) (한국성우:남자 - 박영화 / 여자 - 강시현)
에모토 쿠니테루/타치바나(한국명:천여욱/mr.m) 배우 - 아마자키 하지메 (한국성우: 박영화)
타츠가미 코우/레오 조디아츠(한국명:갈기태) 배우 - 요코야마 카즈토시 (한국성우: 안효민)
키지마 나츠지/캔서 조디아츠(한국명:윤경서) 배우 - 타모토 소란 (한국성우: 이인석)
야마다 타츠모리/아리에스 조디아츠(한국명:안용수) 배우 - 카와하라 카즈마 (한국성우: 정주원)
코토 토지로/카프리콘 조디아츠(한국명:염신우) 배우 - 카와무라 료스케 (한국성우: 서원석)
에린 스다/아쿠아리스 조디아츠(한국명:에린 대너스) 배우 - 타키지와 카렌 (한국성우: 강시현)
스키우라 유타/타우루스 조디아츠(한국명:황태웅) 배우 - 이토기 켄타 (한국성우: 이인석)
어둠의 유우키/제미니 조디아츠(한국명:어둠의 은기) 배우 - 시미즈 후미카 (한국성우: 이재현)